# Antonio Briseño
Antonio „Pollo” Briseño Vázquez (ur. 5 lutego 1994 w Guadalajarze) – meksykański piłkarz występujący na pozycji środkowego obrońcy, od 2025 zawodnik Toluki.
Briseño jest wychowankiem zespołu Club Atlas ze swojej rodzinnej Guadalajary. W pierwszej drużynie zadebiutował we wrześniu 2011 w ligowym spotkaniu z Jaguares, a w 2013 roku dotarł z nią do finału pucharu Meksyku. Ogółem w Atlasie występował przez trzy lata, głównie jednak w roli rezerwowego. W lipcu 2014 został zawodnikiem klubu Tigres UANL, z którym w tym samym roku zdobył wicemistrzostwo kraju, zaś w 2015 roku wywalczył mistrzostwo Meksyku i doszedł do finału rozgrywek Copa Libertadores, gdzie jego drużyna uległa argentyńskiemu River Plate. W 2016 roku dotarł do finału Ligi Mistrzów CONCACAF (porażka w dwumeczu z Américą), a bezpośrednio po tym, wobec nieregularnych występów, udał się na półroczne wypożyczenie do drugoligowego FC Juárez. W styczniu 2017 Briseño wrócił do pierwszej ligi, przenosząc się na wypożyczenie do Tiburones Rojos de Veracruz.
Briseño był wieloletnią podporą juniorskich i młodzieżowych reprezentacji Meksyku. W 2011 roku, jako kapitan i kluczowy piłkarz reprezentacji do lat siedemnastu, zdobył tytuł juniorskiego mistrza świata na Mistrzostwach Świata U-17 w Meksyku, kiedy jego kadra pokonała w finale Urugwaj. Udany występ na mundialu przysporzył mu sporego zainteresowania krajowych i światowych mediów. W 2013 roku, w barwach reprezentacji do lat dwudziestu, triumfował w Mistrzostwach Ameryki Północnej U-20 po pokonaniu w finale USA, a sam został wybrany najlepszym piłkarzem tego turnieju. W tym samym roku wziął udział w Mistrzostwach Świata U-20 w Turcji, z których meksykański zespół odpadł w 1/8 finału. W 2014 roku zdobył złoty medal z reprezentacją olimpijską na Igrzyskach Ameryki Środkowej i Karaibów w Veracruz, kiedy Meksykanie okazali się lepsi w finale od Wenezueli.

## Początki
Briseño urodził się i wychowywał w Guadalajarze, stolicy stanu Jalisco. Jest synem Antonio Briseño i Adriany Vázquez, ma trzy siostry – starszą Adrianę (ur. 1992) oraz młodsze Paolę (ur. 1995) i Danielę (ur. 2003). Pochodzi z zamożnej rodziny; jego ojciec pracował jako sprzedawca artykułów papierniczych i elektronicznych. Od niemowlęctwa przylgnął do niego pseudonim „El Pollo” („Kurczak”), nadany mu przez babcię. Bliskim przyjacielem jego rodziny jest Jaime Ordiales – piłkarz i reprezentant kraju (jego syn trenował z Briseño w tej samej kategorii wiekowej w juniorach Atlasu, zaś córka jest najlepszą przyjaciółką jednej z sióstr zawodnika).
Briseño zaczął praktykować piłkę nożną już w wieku około czterech lat. Początkowo był sympatykiem klubu Chivas de Guadalajara, jednak jako sześciolatek został kibicem innej drużyny ze swojego miasta – Club Atlas, będąc pod wrażeniem występów tego zespołu w lidze meksykańskiej, prowadzonego wówczas przez trenera Ricardo La Volpe. Jego idolem był reprezentant kraju i wychowanek Atlasu – Rafael Márquez. Do dwunastego roku życia, równocześnie do futbolu, za sprawą ojca aktywnie interesował się również sportami motocyklowymi – został nawet wicemistrzem kraju w mistrzostwach swojej kategorii wiekowej w rodzaju enduro.
Briseño uczęszczał do szkoły podstawowej i średniej do ekskluzywnej placówki Instituto Alpes y Cumbres Guadalajara. Jako dwunastolatek w barwach szkolnej drużyny wziął udział w turnieju juniorskim o nazwie Legionarios de Cristo, który odbył się na obiektach treningowych Club Atlas. Jego talent został wówczas zauważony przez wysłanników tego zespołu, za sprawą których niedługo potem zawodnik dołączył do akademii juniorskiej Atlasu, uznawanej za jedną z najlepszych w Meksyku. Tam jednym z jego pierwszych szkoleniowców został Rubén Duarte, który szybko zwrócił uwagę na wysokie umiejętności przywódcze gracza. Przez kolejne lata występował w lidze meksykańskiej do lat siedemnastu (24 mecze/5 goli) i dwudziestu (42 mecze/5 goli), a także w czwartoligowych rezerwach klubu (11 meczów/1 gol). W jesiennym sezonie Apertura 2010 zdobył z Atlasem mistrzostwo Meksyku do lat siedemnastu.
W 2011 roku, po znakomitym występie na juniorskich mistrzostwach świata, Briseño w jednym z wywiadów przyznał, iż otrzymał co najmniej siedem ofert z czołowych klubów europejskich. W gronie zainteresowanych zatrudnieniem zawodnika zespołów wymieniano wówczas Real Madryt, FC Barcelona, Valencia CF, Villarreal CF, Manchester City i Everton. On sam podjął jednak decyzję o pozostaniu w Atlasie, w sierpniu 2011 za pośrednictwem ojca przyjmując zaproponowany mu przez klub profesjonalny trzyletni kontrakt. Podczas trwających kilka tygodni negocjacji ważną rolę odegrał trener pierwszej drużyny Atlasu – Rubén Omar Romano, który zdecydowanie optował za pozostaniem nastoletniego stopera w klubie. Sam zawodnik następująco skomentował zamieszanie wokół swojej osoby:

Zdecydowałem się pozostać w Atlasie, gdyż uważam to za najlepszą możliwą decyzję. Ten klub od początku przywitał mnie z otwartymi ramionami, jest to drużyna, którą kocham z całego serca i z którą chcę zdobyć mistrzostwo. Jestem zbyt młody, by wyjeżdżać do Europy i przeprowadzać się tam z całą rodziną, tutaj czuję się dobrze, jestem spokojny i zadowolony.

Jednocześnie zarząd Atlasu wyraził chęć wypożyczenia siedemnastolatka do innego klubu, w którym mógłby on nabrać doświadczenia meczowego. Spekulowano, iż takim rodzajem transferu mógłby być zainteresowany amerykański Houston Dynamo, jednak informacjom tym zaprzeczył prezes operacji biznesowych tego zespołu, Chris Canetti.

## Kariera klubowa

### Atlas
Pod koniec sierpnia 2011 Briseño, wraz z pozostałymi mistrzami świata do lat siedemnastu z Atlasu, zaczął być włączany do treningów pierwszego zespołu przez trenera Rubéna Omara Romano. Sam piłkarz przyznał wówczas, iż jest gotowy na debiut w najwyższej klasie rozgrywkowej, który zagwarantował mu szkoleniowiec. Dwa tygodnie później Romano został jednak zwolniony wskutek słabych wyników – na stanowisku zastąpił go Juan Carlos Chávez, który poprzednio pracował jako selekcjoner młodzieżowej reprezentacji, dzięki czemu dobrze znał styl gry Briseño. Po raz pierwszy w kadrze meczowej Briseño, występujący wówczas z numerem 71 na koszulce, znalazł się 24 września 2011 na ligowe spotkanie z Atlante (2:3), rozgrywane na Estadio Jalisco, jednak przesiedział cały mecz na ławce rezerwowych. W meksykańskiej Primera División zadebiutował 30 września 2011 w zremisowanym 1:1 spotkaniu 11. kolejki z liderem ligi – Jaguares, na Estadio Víctor Manuel Reyna w Tuxtla Gutiérrez. Pojawił się wówczas na boisku w 85. minucie, zmieniając Flavio Santosa (w 88. minucie otrzymał żółtą kartkę). Do końca swojego premierowego, jesiennego sezonu Apertura 2011 zanotował jeszcze jeden występ; osiem dni później po wejściu z ławki z Tijuaną (2:2), kiedy po raz pierwszy zagrał przed własną publicznością na Estadio Jalisco. Atlas na koniec rozgrywek uplasował się natomiast na ostatnim, osiemnastym miejscu w tabeli, walcząc o utrzymanie w lidze wraz z Estudiantes Tecos i Tijuaną.
W lutym 2012 Briseño, razem z jedenastoma innymi wychowankami Atlasu, został objęty klubowym programem dla najzdolniejszych juniorów, przewidującym podwyżkę ich pensji do poziomu adekwatnego do ich umiejętności. Po raz pierwszy w wyjściowym składzie swojej drużyny pojawił się 31 lipca 2012 w konfrontacji krajowego pucharu (Copa MX) z drugoligową Altamirą (1:1). Mimo to pozostawał wyłącznie rezerwowym zespołu, notując sporadyczne występy i był dopiero czwartym środkowym obrońcą w hierarchii ekipy, po Argentyńczykach Leandro Cufré i Facundo Erpenie oraz Hugo Rodríguezie. Sytuacja ta nie uległa zmianie również po kolejnej roszadzie na stanowisku trenera, kiedy w sierpniu 2012 Cháveza zastąpił Tomás Boy. Jedną z przyczyn braku regularnych występów nastoletniego zawodnika było uwikłanie Atlasu w walkę o uniknięcie spadku z pierwszej ligi, w obliczu którego zarząd klubu i szkoleniowiec decydowali się postawić na bardziej doświadczonych zawodników (również zza granicy). Skutkiem tego okazało się zaniedbywanie rozwoju własnych wychowanków. W grudniu 2012 Marcelo Michel Leaño, koordynator sportowy lokalnego i bardziej utytułowanego rywala Atlasu – Chivas de Guadalajara, przyznał, iż jego klub wyraża poważne zainteresowanie wykupieniem Briseño, jednak ostatecznie do transferu nie doszło.
W wiosennym sezonie Clausura 2013 prowadzony przez Boya zespół Atlasu, określany przez media „czarnym koniem” rozgrywek, zajął wysokie, trzecie miejsce w tabeli, tym samym pieczętując swoje pozostanie w lidze. Trzon zespołu wciąż stanowili wówczas obcokrajowcy i piłkarze zakupieni z innych meksykańskich klubów, zaś wychowankowie (w tym Briseño) notowali regularne występy wyłącznie w rozgrywkach pucharu Meksyku, w których Boy decydował się wystawiać skład złożony z rezerwowych zawodników i juniorów. W lipcu 2013 karty zawodnicze Briseño oraz jego klubowego i reprezentacyjnego kolegi Arturo Gonzáleza za łączną sumę 2,5 miliona dolarów amerykańskich zostały wykupione przez czołowy meksykański klub Tigres UANL, jednak z powodów proceduralnych (kilka miesięcy później Atlas został przejęty przez przedsiębiorstwo TV Azteca) transfer Gonzáleza został anulowany, zaś przenosiny Briseño odłożone o kolejny rok.
W czerwcu 2013 w Atlasie miała miejsce kolejna zmiana trenera – Tomása Boya (złożył rezygnację) zastąpił Argentyńczyk Omar Asad, który z kolei został zdymisjonowany po czterech miesiącach, kiedy do końca jesiennego sezonu Apertura 2013 stery zespołu tymczasowo przejął José Luis Mata, trener Briseño z drużyn juniorskich. Mimo to sytuacja dziewiętnastoletniego obrońcy wciąż pozostawała niezmienna – podczas całego sezonu zanotował zaledwie dwa występy w lidze, podstawowym graczem Atlasu będąc natomiast w rozgrywkach Copa MX. W ramach krajowego pucharu rozegrał wówczas osiem z dziewięciu możliwych spotkań (wszystkie w wyjściowej jedenastce), a jego drużyna dotarła do finału, w którym przegrała ostatecznie w serii rzutów karnych z Morelią (3:3, 1:3 k) na Estadio Morelos (on sam nie wystąpił wówczas w tym meczu). W listopadzie 2013 został na kilkanaście dni odsunięty przez władze klubu od pierwszego składu, wobec odmowy przedłużenia wygasającego za pół roku kontraktu.
W lutym 2014 agent Briseño – Esteve Calzada – potwierdził, iż prowadzi negocjacje w sprawie przenosin zawodnika do hiszpańskiego RCD Espanyol. Zawodnikiem tego klubu był już wówczas inny meksykański środkowy obrońca – Héctor Moreno. Rozmowy odnośnie do transferu gracza Atlasu były prowadzone z właścicielem jego karty zawodniczej – Tigres UANL. Ostatecznie przenosiny do zespołu z Barcelony nie doszły do skutku, również ze względu na niejasną sytuację kontraktową piłkarza (on sam utrzymywał, iż jego prawa zawodnicze należą do Tigres, lecz jednocześnie nie podpisał żadnej umowy z tym klubem).
Briseño spędził ogółem w pierwszej drużynie Atlasu trzy lata, jednak nie potrafił się przebić do wyjściowego składu – w tym okresie wystąpił w zaledwie dziesięciu (z czego w sześciu jako rezerwowy) spośród 95 możliwych ligowych spotkań.

### Tigres UANL
W czerwcu 2014 w oświadczeniu wydanym przez klub Tigres UANL oficjalnie ogłoszono, że Briseño został nowym nabytkiem drużyny przed nadchodzącym sezonem. Jeszcze w tym samym miesiącu, po pomyślnym przejściu testów medycznych, dołączył do obozu przygotowawczego zespołu w kurorcie Riviera Maya. W ekipie z siedzibą w Monterrey otrzymał koszulkę z numerem 25. Media przewidywały, iż będzie on wyłącznie rezerwowym dla czołowego w lidze meksykańskiej duetu stoperów, tworzonego nieprzerwanie od czterech lat przez Hugo Ayalę i Brazylijczyka Juninho, a sam zawodnik przyznał, że w pierwszej kolejności zamierza nabrać u ich boku doświadczenia na treningach i podpatrywać ich grę. Swoje przenosiny do nowego klubu Briseño skomentował w następujący sposób:

Dołączyłem do największego lub jednego z największych klubów w Meksyku. Przypadek „Poncho” [Arturo Gonzáleza – przyp. red.] jest osobną sprawą, nie będę go komentował; jedyne, co mogę powiedzieć, to że przybyłem do jednej z największych instytucji w kraju. Jestem bardzo zadowolony, w Atlasie nie miałem dużo okazji na grę, zaś tutaj występując w Copa [Copa MX – przyp. red.] postaram się udowodnić, że mogę być podstawowym piłkarzem w drużynie takiej jak Tigres. Nie deprecjonując Atlasu, który ukształtował mnie piłkarsko, teraz przeszedłem do klubu, który jest wielki.

W lipcu tego samego roku Briseño znalazł się w kadrze meczowej Tigres na dwumecz w ramach superpucharu Meksyku (Supercopa MX). Ekipa prowadzona przez Ricardo Ferrettiego uległa wówczas Morelii łącznym wynikiem 4:5 (1:4, 3:1), zaś dwudziestoletni obrońca przesiedział obydwa spotkania na ławce rezerwowych. W barwach Tigres zadebiutował dopiero w 2. kolejce sezonu ligowego, 26 lipca 2014 w wygranym 4:2 meczu z Leónem na Estadio Universitario, kiedy w 87. minucie zmienił José Francisco Torresa. Trzy dni później, w wygranej 4:0 domowej konfrontacji krajowego pucharu z drugoligową Altamirą, strzelił swojego pierwszego gola w profesjonalnej karierze, kiedy w 62. minucie strzałem głową wykorzystał dośrodkowanie z rzutu rożnego Edgara Gerardo Lugo. Podczas sezonu Apertura 2014, swojego pierwszego w Tigres, rozegrał osiem z dwudziestu trzech możliwych ligowych meczów (z czego tylko jeden w wyjściowym składzie), zaś jego zespół wywalczył tytuł wicemistrza Meksyku, przegrywając w dwumeczu finałowym z Américą wynikiem 1:3 (1:0, 0:3). Briseño nie wystąpił jednak w żadnym z finałowych meczów, pozostając rezerwowym dla Ayali i Juninho.

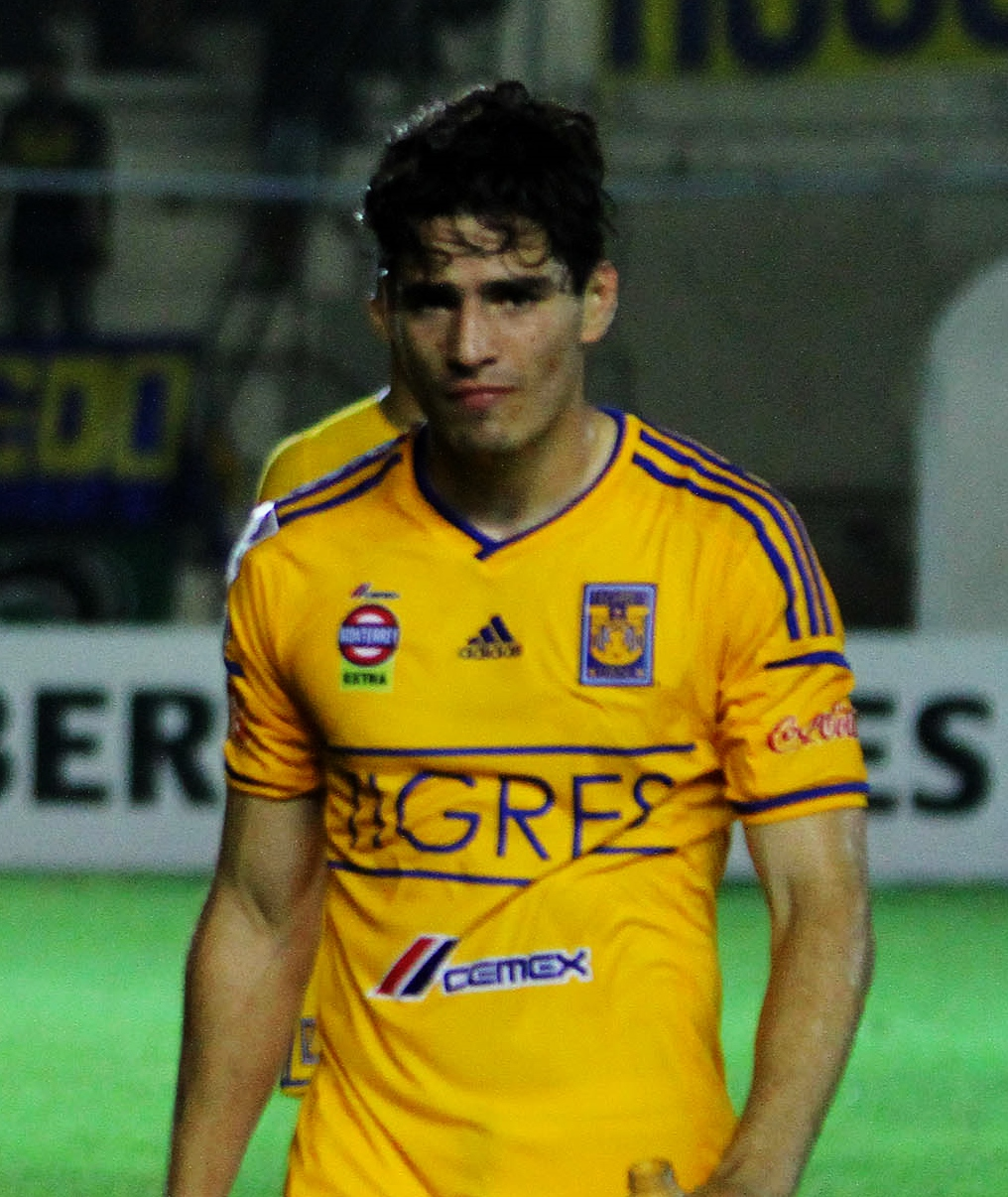
Briseño podczas meczu Tigres z ekwadorskim Emelekiem (0:1) w maju 2015

Pozycji Briseño w składzie nie poprawiła nawet poważna kontuzja podstawowego środkowego obrońcy i kapitana Tigres – Juninho, który w grudniu 2014 zerwał ścięgno Achillesa i musiał pauzować przez pół roku. W wyjściowej jedenastce zastąpił go doświadczony José Arturo Rivas, zaś Briseño wciąż pełnił wyłącznie rolę rezerwowego stopera. Pierwszy mecz w klubowych rozgrywkach międzynarodowych rozegrał 18 lutego 2015 z peruwiańskim Juan Aurich (3:0) na Estadio Universitario w ramach fazy grupowej najbardziej prestiżowego turnieju Ameryki Południowej – Copa Libertadores, kiedy wystąpił od pierwszej do ostatniej minuty. Podczas tej edycji Pucharu Wyzwolicieli zanotował siedem na szesnaście możliwych występów (z czego tylko trzy w wyjściowym składzie), natomiast prowadzony przez Ferrettiego zespół jako trzeci w historii meksykański klub dotarł do finału Copa Libertadores. W decydującym dwumeczu Tigres okazali się jednak gorsi od argentyńskiego River Plate, przegrywając łącznym wynikiem 0:3 (0:0, 0:3), zaś Briseño nie zagrał w żadnej z finałowych konfrontacji.
W jesiennym sezonie Apertura 2015 Briseño – występujący już z numerem 13 na koszulce – rozegrał dziesięć z dwudziestu trzech spotkań (pięć w pierwszym składzie), a 9 sierpnia 2015 w zremisowanej 2:2 domowej konfrontacji 3. kolejki z Guadalajarą strzelił swoją pierwszą bramkę w lidze, w 31. minucie otwierając wynik spotkania. Pełniąc przeważnie funkcję rezerwowego dla Ayali, Juninho czy Rivasa, na koniec sezonu wywalczył z Tigres pierwsze w swojej karierze (a czwarte w historii klubu) mistrzostwo Meksyku, kiedy podopieczni Ferrettiego pokonali w dramatycznym dwumeczu finałowym po serii rzutów karnych Pumas UNAM (3:0, 1:4, 4:2 k). Briseño wystąpił w rozegranym 13 grudnia 2015 na Estadio Olímpico Universitario drugim finałowym spotkaniu, kiedy w 68. minucie zmienił skrzydłowego Jürgena Damma w ramach decyzji szkoleniowca o obraniu bardziej defensywnej taktyki.

### Juárez
W czerwcu 2016 – wobec sporadycznych występów w Tigres – Briseño został wypożyczony do drugoligowego FC Juárez, celującego w awans do najwyższej klasy rozgrywkowej. Wraz z nim drużynę prowadzoną przez Sergio Orduñę (byłego wieloletniego zawodnika Tigres) zasiliło czterech jego kolegów klubowych – Sergio García, Eder Borelli, Enrique Esqueda i Edgar Gerardo Lugo (do dwóch ostatnich transferów ostatecznie jednak nie doszło). W nowym zespole Briseño przywdział numer 3 na koszulce, a do treningów z ekipą dołączył dopiero po miesiącu, po powrocie ze zgrupowania olimpijskiej reprezentacji.
W ekipie z Ciudad Juárez gracz zadebiutował 16 lipca 2016 w przegranym 0:1 spotkaniu ligowym z Mineros na Estadio Olímpico Benito Juárez, kiedy rozegrał pełne dziewięćdziesiąt minut. Już trzy dni później strzelił swoje jedyne gole w barwach Juárez, kiedy dwukrotnie wpisał się na listę strzelców w wygranej 5:0 domowej konfrontacji krajowego pucharu z Veracruz. Ogółem w drużynie spod meksykańsko-amerykańskiej granicy Briseño spędził pół roku, mając niepodważalne miejsce w wyjściowej jedenastce; jako jedyny zawodnik rozegrał wszystkie dwadzieścia dwa mecze w sezonie (dwa z nich z opaską kapitańską), nie opuszczając ani jednej minuty na boisku. Sześciomiesięczny pobyt w drugiej lidze sam piłkarz podsumował jako pomocny w złapaniu rytmu meczowego, doceniając przede wszystkim możliwość regularnej gry.

### Veracruz
Po zakończeniu okresu wypożyczenia do Juárez, Briseño nie znalazł się w planach trenera Tigres Ricardo Ferrettiego na kolejny sezon. W grudniu 2016 ogłoszono, iż od stycznia 2017 zawodnik uda się na wypożyczenie po raz kolejny – tym razem do walczącego o utrzymanie w pierwszej lidze zespołu Tiburones Rojos de Veracruz.

### Feirense
W lipcu 2017 Briseño przeniósł się do Europy i podpisał dwuletni kontrakt z portugalskim CD Feirense. Ligowy debiut w pierwszej drużynie zanotował w spotkaniu przeciwko Boaviście 30 września 2017, a pierwszego ligowego gola strzelił Bradze 8 kwietnia 2018. Pomimo degradacji Feirense po sezonie 2018–2019 Primeira Liga, Briseño znalazł się w jedenastce sezonu według portugalskiego dziennika sportowego O Jogo.

### Guadalajara
Po zakończeniu umowy z Feirense, w lipcu 2019 wrócił do Meksyku podpisując kontrakt z Club Deportivo Guadalajara. Pierwszy występ w koszulce Chivas zaliczył 16 lipca w International Champions Cup wchodząc na boisko w 77. minucie w meczu przeciwko Fiorentinie. W swoim pierwszym Súper Clásico (starcie Club América z Deportivo Guadalajara) 29 września brutalnie sfaulował Giovaniego dos Santosa pozostawiając w nodze piłkarza głęboką ranę. W efekcie dos Santos został wyeliminowany z gry na sześć tygodni a zawodnik Guadalajary otrzymał czerwoną kartkę. Dzień później komisja dyscyplinarna Meksykańskiego Związku Piłki Nożnej nałożyła na Briseño 4-meczową karę zawieszenia.

## Kariera reprezentacyjna

### U–17
Swoją karierę w barwach narodowych Briseño rozpoczął już jako trzynastolatek, kiedy w styczniu 2008 został powołany przez trenera Jesúsa Ramíreza do reprezentacji Meksyku do lat piętnastu na rozgrywany w boliwijskim Santa Cruz turniej juniorski Mundialito Tahuichi Paz y Unidad. Jego drużyna zajęła wówczas trzecie miejsce w grupie, odpadając z rozgrywek już w pierwszej rundzie.
Dwa lata później Briseño dołączył do procesu przygotowawczego reprezentacji Meksyku U-17 przed przyszłorocznymi juniorskimi mistrzostwami świata, których organizatorem był właśnie Meksyk. Początkowo często był jednak pomijany przez szkoleniowca Raúla Gutiérreza w rozsyłaniu powołań i dopiero po pewnym czasie został podstawowym zawodnikiem juniorskiej kadry. Już w swoim debiucie dla drużyny do lat siedemnastu, we wrześniu 2010 w sparingu z Salwadorem (1:1) na Estadio Omnilife, wpisał się na listę strzelców. W styczniu 2011 decyzją Gutiérreza zastąpił Luisa Solorio w roli kapitana drużyny, a przed mundialem wystąpił jeszcze w meczach towarzyskich z rówieśnikami z Japonii (1:0 i 0:0), Kanady (2:1) oraz USA (1:0). W czerwcu 2011, kilka dni przed rozpoczęciem mistrzostw, był reprezentantem drużyny swojej kategorii wiekowej na uroczystym spotkaniu z prezydentem Meksyku – Felipe Calderónem.

„Duży spokój. Facet bez układu nerwowego. Nazywany następcą Rafy Márqueza. Jak na kapitana przystało – był liderem reprezentacji Meksyku na boisku, jak i poza nim. Dobrze oddaje to obrazek z meczu półfinałowego z Niemcami, kiedy po bramce Espericuety na 2:2, niemal cała drużyna szalała z radości przy linii bocznej boiska, »El Pollo« zamiast fetować razem z nimi, podbiegł do leżącego przy linii bramkowej Julio Gómeza, który rozciął sobie głowę po zderzeniu z zawodnikiem rywali. I choć po turnieju więcej laurów spadło na jego kolegów z drużyny, to my wyróżniamy właśnie Briseño. Ze swoich obowiązków wywiązywał się bezbłędnie. W obronie czyścił aż miło, potrafił na dużym spokoju wyprowadzać piłkę spod własnej bramki, a i sam strzelił bardzo ważnego gola w tym turnieju. W finale. Na 1:0.”

W czerwcu 2011 Briseño znalazł się w ogłoszonym przez Gutiérreza składzie na Mistrzostwa Świata U-17 w Meksyku. Od początku turnieju miał niepodważalne miejsce w wyjściowej jedenastce, będąc liderem drużyny i tworząc pewny duet stoperów z Carlosem Guzmánem. W każdym ze spotkań dopingowała go z trybun grupa członków rodziny i znajomych, licząca około trzydziestu osób, wzbudzająca zainteresowanie krajowych mediów barwnymi nakryciami głowy w kształcie kurczaka (nawiązujących do pseudonimu Briseño). Rozegrał pełne dziewięćdziesiąt minut zarówno w inauguracyjnym spotkaniu z Koreą Płn. (3:1) w Morelii, jak również w kolejnych konfrontacjach fazy grupowej – z Kongiem (2:1) w Morelii oraz w dramatycznym pojedynku z Holandią (3:2) w Monterrey.
Tam Briseño wystąpił w pełnym wymiarze czasowym z Panamą (2:0) w Pachuce, a następnie w ćwierćfinale z Francją (2:1) w tym samym mieście, kiedy po raz jedyny w turnieju na środku obrony partnerował mu Luis Solorio (zastępujący zawieszonego za nadmiar kartek Guzmána). Później rozegrał pełny mecz półfinałowy z Niemcami (3:2) w Torreón, który meksykańska prasa określiła mianem „historycznego”, zaś postawę reprezentacji „heroiczną” – Meksykanie mimo niekorzystnego wyniku zdołali odrobić straty i w końcówce spotkania zdobyć zwycięską bramkę po strzale przewrotką Julio Gómeza (który zdecydował się pozostać na boisku mimo wcześniejszego rozcięcia głowy po starciu z jednym z rywali). Sam Briseño bezpośrednio po awansie do finału określił swoją drużynę jako „niesamowitą, zgraną i świetnie rozumiejącą się grupę”.
Finał juniorskiego mundialu został rozegrany 10 lipca 2011 w obecności ponad 100 tysięcy widzów (w tym prezydenta Felipe Calderóna) na Estadio Azteca w stołecznym mieście Meksyk pomiędzy gospodarzami a Urugwajem. Briseño rozegrał całe spotkanie, zaś w 31. minucie, po rozegraniu rzutu rożnego, strzelił pierwszą bramkę meczu. W doliczonym czasie meczu wynik na 2:0 podwyższył jeszcze Giovani Casillas, a Meksykanie po pokonaniu Urugwaju po raz drugi w historii zdobyli tytuł juniorskich mistrzów świata. Briseño jako kapitan drużyny odebrał trofeum z rąk prezydenta FIFA – Seppa Blattera, zostając tym razem trzecim Meksykaninem, który uniósł puchar za zwycięstwo w piłkarskim turnieju organizowanym przez światową federację (poprzednimi byli Claudio Suárez i Patricio Araujo – kapitanowie zwycięskich reprezentacji odpowiednio z Pucharu Konfederacji 1999 i Mistrzostw Świata U-17 2005). Meksykańskie media określiły prowadzoną przez Gutiérreza kadrę „drużyną idealną” (podkreślając, iż wygrała ona wszystkie siedem spotkań podczas mistrzostw), a także „bohaterami, którzy zapewnili Meksykowi jedną z największych radości w jego historii”.
Briseño w rozmowie z dziennikarzami następująco podsumował spotkanie finałowe:

To niesamowite uczucie, niezapomniane doświadczenie. Widok wypełnionego Estadio Azteca krzyczącego „México” sprawił, że dostałem gęsiej skórki. Dziś udało mi się strzelić gola dzięki świetnemu podaniu „Güero” (Carlosa Fierro – przyp. red.), ale w poprzednich meczach bramki zdobywali inni – tak naprawdę zwycięstwo dała nam cała drużyna. Nie da się opisać tego momentu słowami, ten puchar wywalczyliśmy my wszyscy: cały zespół, sztab trenerski [...]. Przede wszystkim chciałbym zadedykować ten triumf wszystkim Meksykanom. Walczyliśmy w każdej minucie każdego spotkania dzięki wielkiemu wsparciu wszystkich rodaków. To praca zespołowa, poczucie odpowiedzialności i zaangażowanie każdego z nas przyniosły nam ostateczny sukces.

Dzień po finale wraz z całą drużyną Briseño wziął udział w spotkaniu z prezydentem kraju, a po powrocie do Guadalajary, wraz z kolegami z drużyny do lat siedemnastu grającymi w lokalnych klubach – Atlasie i Chivas, został uroczyście odznaczony przez gubernatora stanu Jalisco – Aristótelesa Sandovala. Briseño zebrał wiele pochwał za swoje występy podczas mistrzostw świata – podkreślano jego opanowanie podczas gry, wielkie umiejętności przywódcze i zaliczono do grona najlepszych zawodników turnieju.

### U–20
W maju 2012 Briseño został powołany przez trenera Sergio Almaguera do reprezentacji Meksyku U-20 na letnie tournée po Europie. Jeszcze w tym samym miesiącu, jako kapitan drużyny, triumfował z nią w holenderskim młodzieżowym turnieju ADO Den Haag Cup, po pokonaniu w finale niemieckiej Borussii Mönchengladbach (1:0). W lipcu wygrał natomiast zarówno rozgrywany w Rosji turniej imienia Lwa Jaszyna, po finałowym zwycięstwie nad tamtejszym Dynamem Moskwa (2:1), jak i północnoirlandzki Milk Cup, kiedy Meksyk pokonał w meczu finałowym Danię (3:0).
W lutym 2013 Briseño znalazł się w ogłoszonym przez Almaguera składzie na Mistrzostwa Ameryki Północnej U-20, które zostały rozegrane w meksykańskim mieście Puebla. Tam, podobnie jak przed dwoma laty, pełnił rolę kapitana kadry i rozegrał wszystkie mecze w pełnym wymiarze czasowym; w pierwszym spotkaniu fazy grupowej z Curaçao (3:0) stworzył duet stoperów z Abelem Fuentesem, po czym do końca turnieju występował na środku obrony w parze z Hedgardo Marínem. W fazie grupowej zagrał jeszcze z Salwadorem (3:0), zaś jego kadra zajęła pierwsze miejsce w grupie. W ćwierćfinale Meksykanie znacząco pokonali Jamajkę (4:0) – dzięki temu zwycięstwu zakwalifikowali się na młodzieżowe mistrzostwa świata – zaś w półfinale ponownie okazali się lepsi od Salwadoru (2:0). Bohaterem półfinałowej konfrontacji okazał się właśnie Briseño, który strzelił wówczas obydwa gole dla swojego zespołu, dające mu awans do finału. W decydującym spotkaniu, rozegranym 3 marca 2013 na Estadio Cuauhtémoc w Puebli w obecności ponad 40 tysięcy widzów, gospodarze pokonali po dogrywce USA (3:1), zdobywając młodzieżowe mistrzostwo strefy CONCACAF (Briseño rozegrał pełne 120 minut).
Meksykańskie media określiły zwycięską drużynę jako „mistrza, który daje nadzieję”, podkreślając, iż jest to dopiero półmetek starań – ostatecznym celem miał być udany występ na rozgrywanych za trzy miesiące młodzieżowych mistrzostwach świata. Sam Briseño, podobnie jak przed dwoma laty, zanotował świetny występ na turnieju; był kapitanem i liderem formacji defensywnej, która straciła zaledwie jednego gola w pięciu meczach. W oficjalnym raporcie technicznym CONCACAF meksykańska obrona została opisana jako świetnie zgrana i zorganizowana, bezbłędna w grze w powietrzu, z powodzeniem stosująca krycie i pressing na własnej połowie boiska. Briseño został wybrany przez CONCACAF najlepszym piłkarzem (MVP) tych rozgrywek, znalazł się również w ogłoszonej przez kontynentalną federację najlepszej jedenastce turnieju.
W maju 2013 Briseño w barwach kadry do lat dwudziestu wziął udział w Turnieju w Tulonie, rozgrywanym we Francji, na który Meksykanie pojechali jako obrońcy tytułu zdobytego przed rokiem. Podczas rozgrywek Briseño wystąpił w trzech z czterech możliwych meczów (we wszystkich od pierwszej do ostatniej minuty) – kolejno z Nigerią (2:0), Brazylią (0:1) oraz Portugalią (3:3). Nie pojawił się na boisku jedynie w ostatniej konfrontacji z Belgią (1:1), kiedy podopieczni Almaguera stracili decydującą bramkę w doliczonym czasie gry, wobec czego zajęli trzecie miejsce w grupie i odpadli z turnieju już w pierwszej rundzie.
W czerwcu 2013 Briseño został powołany przez Almaguera na Mistrzostwa Świata U-20 w Turcji, będąc jednym z pięciu juniorskich mistrzów świata sprzed dwóch lat w ogłoszonej kadrze. Jego reprezentacja pojechała na młodzieżowy mundial jako jeden z medialnych faworytów do zdobycia tytułu, jednak według Meksykańskiego Związku Piłki Nożnej przez drużyną postawiono cel awansu do ćwierćfinału. Briseño rozpoczął turniej w roli kapitana, tworząc duet stoperów z Hedgardo Marínem, jednak zanotował fatalny występ w meczu otwarcia z Grecją (1:2), gdy znacząco zawinił przy obydwóch straconych bramkach. W kolejnym spotkaniu, z Paragwajem (0:1), również rozegrał 90 minut, jednak jego drużyna spisała się bardzo słabo, między innymi wskutek licznych nieporozumień w linii defensywy.
Wskutek kiepskich występów Briseño został relegowany przez Almaguera na ławkę rezerwowych i nie wystąpił już więcej w tureckim turnieju – jego miejsce w składzie zajął Abel Fuentes, zaś w roli kapitana zastąpił go Bernardo Hernández. W ostatnim meczu fazy grupowej Meksykanie pokonali Mali (4:1), dzięki czemu uplasowali się na trzeciej lokacie w grupie, które dało jednak jego zespołowi awans do fazy pucharowej. W 1/8 finału ulegli jednak Hiszpanii (1:2), mimo początkowego prowadzenia pechowo tracąc decydującego gola w doliczonym czasie gry i odpadli z młodzieżowego mundialu. Podopieczni Almaguera zostali skrytykowani przez media ze względu na kiepską grę, szczególnie na początku rozgrywek w spotkaniach z niżej notowanymi rywalami, a dyrektor generalny reprezentacji – Héctor González Iñárritu – określił turniej w wykonaniu kadry mianem „potknięcia”.

### U–23
W maju 2014 Briseño znalazł się w składzie olimpijskiej reprezentacji Meksyku U-23 na swój kolejny Turniej w Tulonie, ogłoszonym przez nowego trenera tej kategorii wiekowej – Raúla Gutiérreza (byłego szkoleniowca zawodnika z kadry do lat siedemnastu). Tam, jako kapitan i w pełnym wymiarze czasowym, rozegrał dwa pierwsze spotkania – z Portugalią (0:2) oraz Francją (0:2), lecz wobec słabych występów reprezentacji został relegowany na ławkę rezerwowych na rzecz Luisa Solorio. Nie wystąpił w kolejnych konfrontacjach – z Chile (2:2) i Chinami (1:0).
W październiku 2014 Briseño został powołany przez Gutiérreza na Igrzyska Ameryki Środkowej i Karaibów w Veracruz. Tam pełnił jednak rolę rezerwowego zawodnika dla duetu środkowych obrońców tworzonego przez Hedgardo Marína i Carlosa Salcedo, po raz pierwszy podczas występów w reprezentacji nie nosił zatem opaski kapitana zespołu (funkcję tę przejął Marín). Na męskim turnieju piłkarskim wystąpił tylko w jednym z pięciu możliwych meczów – w ostatniej konfrontacji fazy grupowej z Jamajką (5:0). Meksykanie, będący wówczas gospodarzami igrzysk, zdobyli natomiast złote medale w swojej dyscyplinie po pokonaniu w rozegranym 28 listopada 2014 na Estadio Luis „Pirata” Fuente finale Wenezueli (4:1).
W marcu 2016 Briseño otrzymał powołanie do olimpijskiej kadry na zgrupowanie w Portugalii, gdzie wystąpił w sparingach z Japonią (1:2) oraz Portugalią (0:4). Po trzech miesiącach znalazł się na ogłoszonej przez Gutiérreza preliminarnej liście dwudziestu pięciu zawodników (docelowo zredukowanej do osiemnastu) na Igrzyska Olimpijskie w Rio de Janeiro. Na początku lipca rozegrał jeszcze mecz towarzyski przeciwko Nigerii (1:0), lecz kilka dni później – wraz z siedmioma innymi graczami – został ostatecznie skreślony przez selekcjonera z kadry i nie wziął udziału w brazylijskiej olimpiadzie.

## Statystyki kariery

### Klubowe
| Atlas       | 2011–2012  | Meksyk     | Liga MX       | 3   | 0  | –  | –        | –        | –  | –   | 3   | 0  |
| Atlas       | 2012–2013  | Meksyk     | Liga MX       | 3   | 0  | 4  | 0        | –        | –  | –   | 7   | 0  |
| Atlas       | 2013–2014  | Meksyk     | Liga MX       | 4   | 0  | 13 | 0        | –        | –  | –   | 17  | 0  |
| UANL        | 2014–2015  | Meksyk     | Liga MX       | 15  | 0  | 7  | 2        | CL       | 7  | 0   | 29  | 2  |
| UANL        | 2015–2016  | Meksyk     | Liga MX       | 11  | 1  | –  | –        | LMC      | 3  | 1   | 14  | 2  |
| Juárez      | 2016–2017  | Meksyk     | Ascenso MX    | 17  | 0  | 5  | 2        | –        | –  | –   | 22  | 2  |
| Veracruz    | 2016–2017  | Meksyk     | Liga MX       | 13  | 0  | –  | –        | –        | –  | –   | 13  | 0  |
| Feirense    | 2017–2018  | Portugalia | Primeira Liga | 15  | 2  | 2  | 0        | –        | –  | –   | 17  | 2  |
| Feirense    | 2018–2019  | Portugalia | Primeira Liga | 34  | 2  | 3  | 0        | –        | –  | –   | 37  | 3  |
| Guadalajara | 2019–2020  | Meksyk     | Liga MX       | 10  | 1  | 1  | 0        | –        | –  | –   | 11  | 1  |
| Ogółem      |            |            |               |     |    |    |          |          |    |     |     |    |
| Meksyk      | Meksyk     | Meksyk     | 76            | 2   | 30 | 4  | CL + LMC | 10       | 1  | 116 | 7   |    |
| Portugalia  | Portugalia | Portugalia | 49            | 4   | 5  | 0  | –        | –        | –  | 54  | 5   |    |
| Ogółem      | Ogółem     | Ogółem     | Ogółem        | 125 | 6  | 35 | 4        | CL + LMC | 10 | 1   | 170 | 12 |

Stan na 29 września 2019.
Legenda:
- CL – Copa Libertadores
- LMC – Liga Mistrzów CONCACAF

## Osiągnięcia

### Atlas
- Drugie miejsce
  - Copa MX: 2013 (A)

### Tigres UANL
- Zwycięstwo
  - Liga MX: 2015 (A)
- Drugie miejsce
  - Liga MX: 2014 (A)
  - Supercopa MX: 2014
  - Copa Libertadores: 2015
  - Liga Mistrzów CONCACAF: 2016

### Reprezentacja
- Zwycięstwo
  - Mistrzostwa Świata U-17: 2011
  - Mistrzostwa Ameryki Północnej U-20: 2013
  - Igrzyska Ameryki Środkowej i Karaibów (piłka nożna mężczyzn): 2014

### Indywidualne
- Najlepszy piłkarz Mistrzostw Ameryki Północnej U-20: 2013
- Najlepsza jedenastka Mistrzostw Ameryki Północnej U-20: 2013

## Styl gry
„Można go porównać z Rafaelem Márquezem, przede wszystkim ze względu na umiejętności przywódcze. Zawsze kieruje zespołem, jest praktycznie trenerem na boisku [...]. Potrafi dać wskazówkę, ustawić, zmotywować kolegów z zespołu.”

Briseño jest szybkim, elegancko grającym i dysponującym dobrymi warunkami fizycznymi środkowym obrońcą, potrafiącym ustabilizować swoją formę. Do jego atutów piłkarskich należy dobre czytanie gry, świetne ustawianie się na boisku i rozważne wyprowadzanie piłki spod własnej bramki. Dysponuje dobrym uderzeniem głową. Pod względem charakterologicznym jest opisywany jako naturalny lider drużyny, dysponujący wielkimi umiejętnościami przywódczymi. Przez szkoleniowców charakteryzowany jest jako gracz ciężko pracujący na treningach i profesjonalnie podchodzący do zawodu. Jednym z jego mankamentów są natomiast szeroko pojęte umiejętności techniczne.
Briseño często jest porównywany do jednego z najlepszych piłkarzy w historii meksykańskiego futbolu – Rafaela Márqueza i określany mianem następcy tego zawodnika. Sam zawodnik przyznał, że Márquez od zawsze był jego największym idolem i piłkarskim wzorem do naśladowania. Obydwaj gracze są wychowankami tego samego zespołu – Club Atlas. Podczas juniorskich mistrzostw świata Briseño był czasem określany przez meksykańskie media przydomkiem „El Kaiser de Jalisco”, nawiązującym do pseudonimu Márqueza („El Kaiser de Michoacán”), który z kolei odnosi się do popularnego przydomka Franza Beckenbauera i rodzinnego stanu meksykańskiego obrońcy.

## Życie prywatne
Od 2015 roku Briseño spotykał się z Alethią Sada, modelką i studentką na wydziale business development. W październiku 2016 para wzięła ślub.